# Religió d'Urartu
La religió o mitologia d'Urartu és el sistema de creences adoptat per l'antic regne d'Àsia occidental que hi havia entre els s. VIII i VI ae a l'Altiplà Armeni. La religió d'Urartu tenia els trets característics dels regnes despòtics politeistes d'Orient Pròxim i enfonsava les arrels en altres sistemes religiosos més antics de Mesopotàmia i Anatòlia. Igual que altres religions de l'antic Orient, la religió urartiana presentava un ampli panteó de deïtats relacionades amb diferents fenòmens, i el seu déu suprem era Khaldi. Els urartians contactaven amb les divinitats del panteó amb sacrificis rituals. La religió urartiana incloïa elements típics de l'antic Orient, com l'arbre de la vida, la serp, el disc alat, etc., anàlegs a altres sistemes religiosos de l'antiga Mesopotàmia. Un tret característic de la religió urartiana era la relativa tolerància religiosa deguda a l'estructura multinacional del regne.

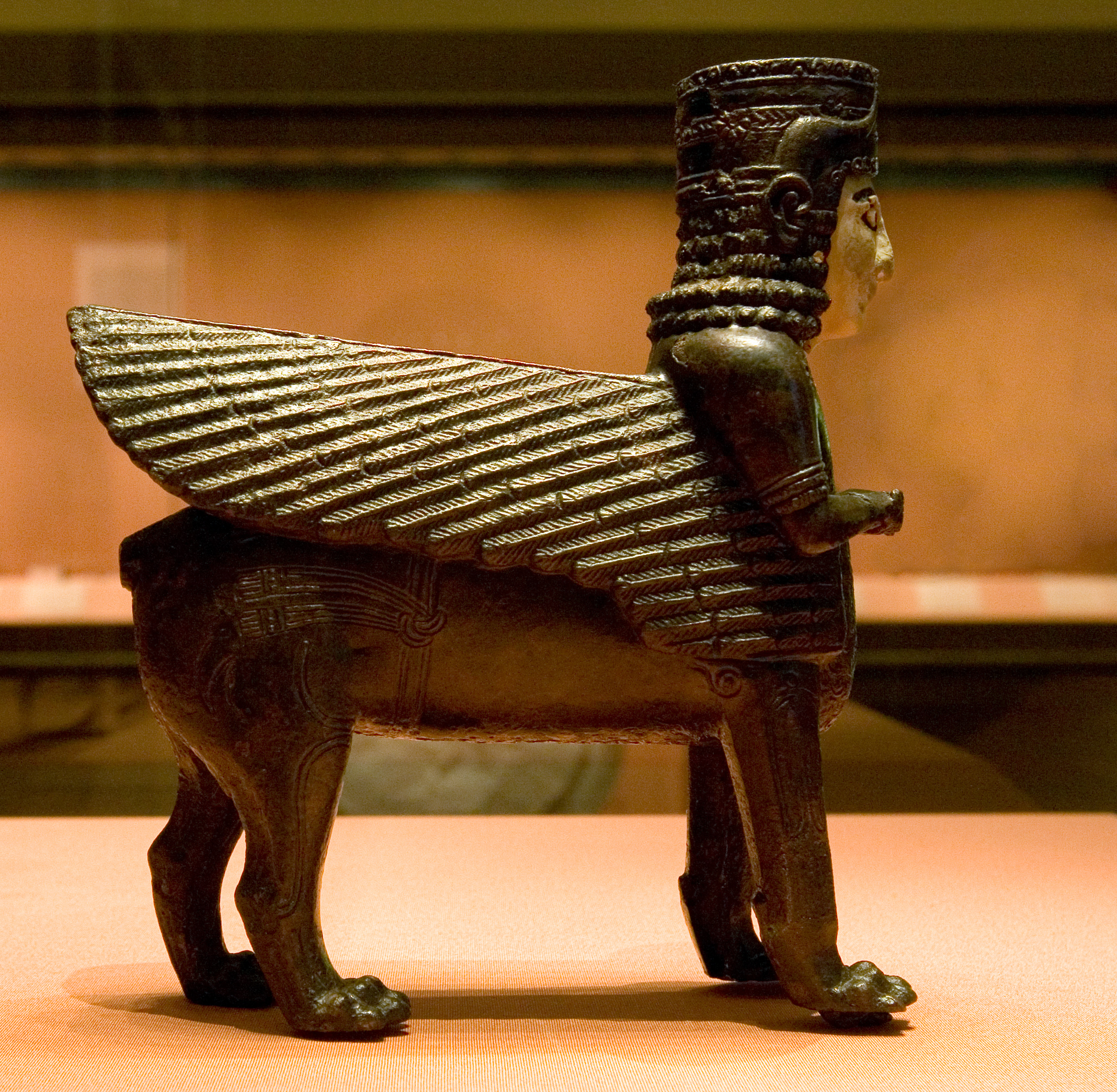
Deïtat urartiana alada, bronze, Toprak-kale, Ermitage

## Fonts per a l'estudi de la religió urartiana

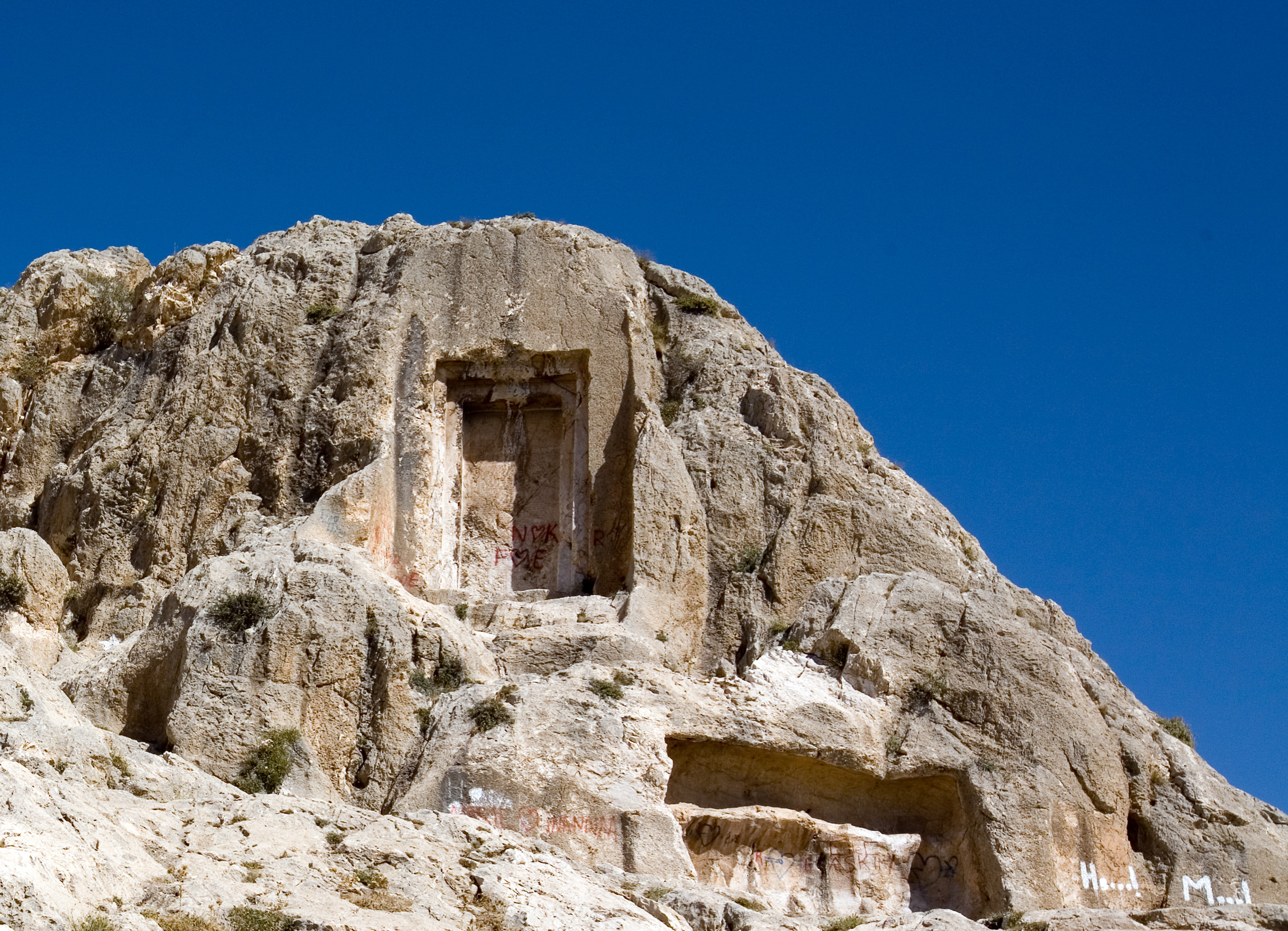
L'anomenada Porta de Mjer, el 'portal del déu', prop de Rusajinili

## Ritus funeraris

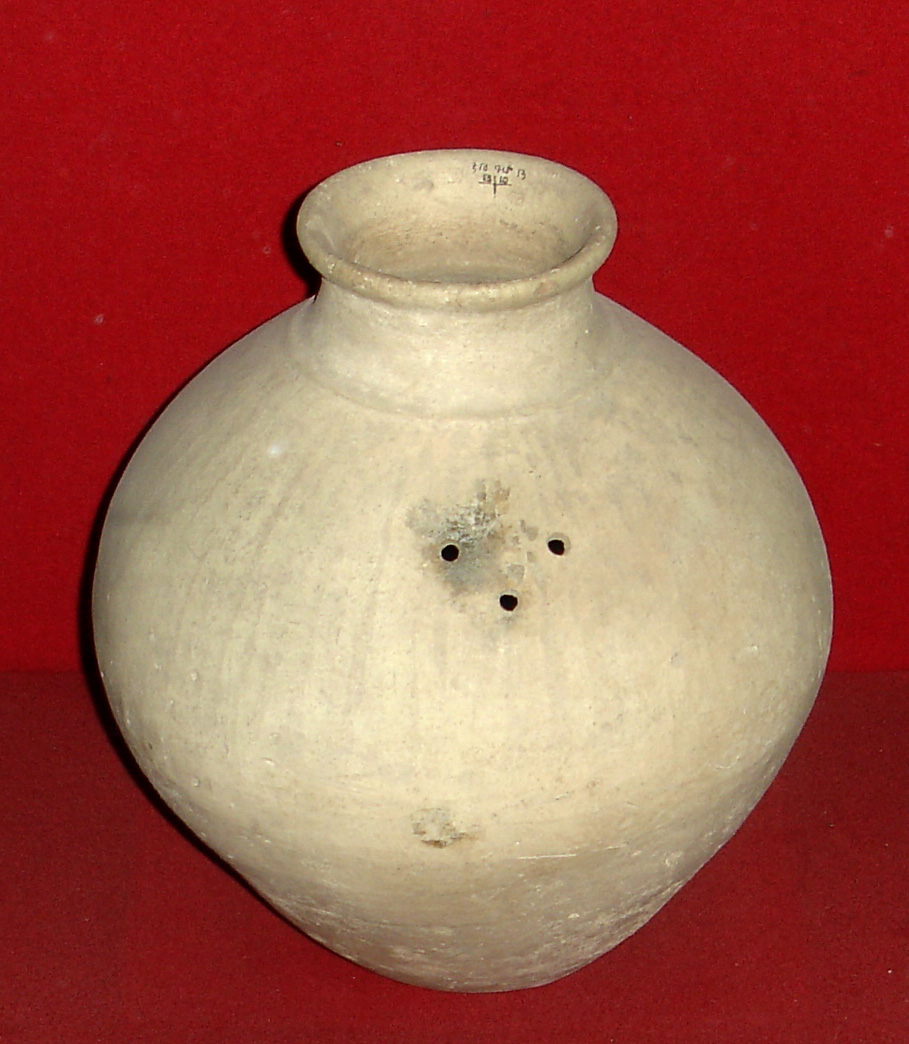
Urna funerària urartiana, Karmir-Blur, Museu Erebuni